# Monty Alexander
Pour les articles homonymes, voir Alexander.
 (juin 2025).
Si vous disposez d'ouvrages ou d'articles de référence ou si vous connaissez des sites web de qualité traitant du thème abordé ici, merci de compléter l'article en donnant les références utiles à sa vérifiabilité et en les liant à la section « Notes et références ».
Monty Alexander, né Bernard Montgomery Alexander le 6 juin 1944 à Kingston (Jamaïque), est un pianiste de jazz jamaïcain. Son style est marqué par l'influence des rythmes caribéens, ou peut s'inspirer d'Art Tatum, Oscar Peterson, Wynton Kelly, ou Ahmad Jamal.

## Biographie
Né de parents mélomanes mais non musiciens, il découvre seul le piano à quatre ans, reçoit ses premières leçons de piano classique à six ans, mais n'en supporte pas la sévérité (coups de règles sur les doigts), se forme donc seul dès l'enfance et opte pour le jazz à quatorze ans[réf. nécessaire].
Deux ans plus tard, il dirige l'orchestre de danse Monty and The Cyclones, avec lequel il se produit dans des clubs de Kingston. Il reçoit les conseils de Wynton Kelly[réf. nécessaire].
Il part s'installer avec ses parents à Miami en 1961 puis à New York en 1962 où il se produit au Jilly Rizzo's Jazz Club. Il y accompagne Frank Sinatra, et se lie d'amitié avec le bassiste Ray Brown et le vibraphoniste Milt Jackson[réf. nécessaire].
Il enregistre son premier disque Alexander The Great en 1964 en Californie, pour le label Pacific Jazz Records[réf. nécessaire].
II enregistre avec Milt Jackson en 1969, puis, en 1974 avec Ernest Ranglin, puis en Europe la même année, avec Ed Thigpen entre autres. Ses tournées et ses enregistrements européens deviennent habituels ; son choix orchestral aussi : le classique trio, avec quelques échappées récentes vers des combos plus importants et quelques duos, sans compter l'adjonction, vers 1976, du steel-drums d'Othello Molineaux, ascendance caraïbe oblige. Il accompagne également quelques chanteuses (Ernestine Anderson, Mary Stallings) et d'importants leaders (Dizzy Gillespie, Benny Golson, Jimmy Griffin, Frank Morgan, entre autres).
Ses trios successifs comportent fréquemment et de façon significative d'anciens accompagnateurs d'Oscar Peterson, avec lequel d'aucuns[Qui ?] l'ont comparé, bien qu'il ne montre pas tout à fait la même virtuosité : Herb Ellis, Ray Brown surtout, Mads Vinding, Ed Thigpen, Niels-Henning Ørsted Pedersen entre autres. Son jeu robuste est tout imprégné d'influences tropicales, mais laisse transparaître d'autres influences, toutes plutôt expressionnistes (« Hot ») (si l'on excepte Nat King Cole) : celles de son premier mentor Wynton Kelly, mais aussi d'Art Tatum, de Gene Harris, d'Ahmad Jamal. Son jazz est facile d'accès, d'un swing joyeux, expansif, sans drame, ce qui explique ses succès dans les festivals d'été.
Il tourne également avec Ernest Ranglin et Sly and Robbie, trois musiciens jamaïcains avec lesquels il donne des concerts alliant jazz et reggae.
Monty Alexander fut marié de 1981 à 1984 à la guitariste de jazz américaine Emily Remler. Alexander est actuellement marié à la chanteuse de jazz italienne Caterina Zapponi.

## Discographie

### Leader
- Alexander The Great (1964, Pacific Jazz Records)
- Spunky (1965, Pacific Jazz Records)
- Zing! (1968, RCA Victor)
- This is Monty Alexander (1969, Verve Records)
- Here Comes the Sun (1971, MPS Records)
- We've Only Just Begun (1973, MPS Records)
- Perception (1974, MPS Records)
- Rass! (avec Ernest Ranglin) (1974, MPS Records)
- Love & Sunshine (1974, MPS Records)
- Unlimited Love (1975, MPS Records)
- Now is the Time (1976,Pausa Records)
- Montreux Alexander (1976, MPS Records)
- Monty Strikes Again - Monty Alexander Live In Germany (1976, MPS Records)
- Cobilimbo (avec Ernest Ranglin) (1977, MPS Records)
- Estate (1978, MPS Records)
- Jamento (1978, Fantasy Records)
- So What? (1979, The Black & Blue Sessions)
- Monty Alexander in Tokyo (1979, Pablo Records)
- The Way It Is (1979 — enregistré en 1976, MPS Records)
- Ivory & Steel (1980, Concord Jazz)
- Monty Alexander — Ernest Ranglin (1981, MPS Records)
- Duke Ellington Songbook (1983, MPS Records)
- Reunion in Europe (1984, Concord Jazz)
- Full Steam Ahead (1985, Concord Jazz)
- Fridaynight (1987, Limetree Records)
- To Nat With Love (1987, Zanda Records)
- Triple Treat II (1987, Concord Jazz)
- Triple Treat III (1989, Concord Jazz)
- Saturday Night (1999, Timeless)
- The River (1990, Concord Jazz)
- Live at the Cully Select Jazz Festival (1991, MCD)
- Live in Holland (1992, EmArcy Records)
- Caribbean Circle (1993, Chesky Records)
- Live At Maybeck (1994, Concord Jazz)
- Steamin' (1995, Concord Jazz)
- Yard Movement (1995, Island Records)
- Maybeck Recital Hall Series, Vol. 40 (1995, Concord Jazz)
- To Nat With Love (1995, Mastermix)
- Facets avec Ray Brown et Jeff Hamilton (1979, Concord Jazz)
- Overseas Special avec Ray Brown et Herb Ellis (1996, Concord Jazz)
- Echoes of Jilly's avec John Patitucci et Troy Davis (1997, Concord Jazz)
- Reunion in Europe avec John Clayton et Jeff Hamilton (1997, Concord Jazz)
- The Concord Jazz Heritage Series (1998, Concord Jazz)
- Stir It Up: The Music of Bob Marley (1999, Telarc)
- Threesome avec Grady Tate et Niels-Henning Ørsted Pedersen (1986, Soul Note)
- Ballad Essentials (2000, Concord Jazz)
- Island Grooves (2000, Concord Jazz)
- Monty Meets Sly and Robbie (2000, Telarc)
- Triple Treat (1982, Concord Jazz)
- Goin' Yard (2001, Telarc)
- Many Rivers to Cross (2001, Meldac)
- Caribbean Duet avec Michel Sardaby (2001, Sound Hills)
- My America (2002, Telarc)
- Triple Scoop avec Ray Brown et Herb Ellis (2002, Concord Jazz)
- Rhapsody In Blue (Telarc)
- Jamboree (2003, Concord Jazz)
- Lil' Darlin (2003, Absord Japan)
- Straight Ahead avec Ray Brown et Herb Ellis (2003, Concord Jazz)
- Steaming Hot (2004, Concord Jazz)
- Rocksteady  avec Ernest Ranglin (2004 Telarc)
- Live at the Iridium (2005, Telarc)
- Jazz Calypso (2005, JVC)
- Concrete Jungle: The Music of Bob Marley (2006, Telarc)
- The Way It Is (2006)
- Impressions in Blue (2008, Telarc)
- The Good Life: Monty Alexander Plays the Songs of Tony Bennett (2008, Chesky Records)
- Solo (2008, Jeton)
- Taste of Freedom (2008, Universal Japan)
- Calypso Blues: The Songs of Nat King Cole (2009, Chesky Records)
- Uplift (2011, Jazz Legacy Productions)
- Harlem - Kingston Express Live! (2011, Motéma Music)
- Uplift 2 (2013, Jazz Legacy)
- Harlem-Kingston Express, Vol. 2: River Rolls On (2013, Motema Music)
- Wareika Hill (2019, MACD)
- "D Day" (2024, PeeWee)

### Sideman
Avec Dizzy Gillespie
- Dizzy Gillespie Jam (Pablo Records, 1977)

Avec Milt Jackson
- That's the Way It Is (Impulse!, 1969)
- Just the Way It Had to Be (Impulse!, 1969)
- A London Bridge (Pablo Records, 1982)

Avec Ernest Ranglin
- Ranglypso (MPS, 1974)